# Mastaba des Seschemnefer IV.

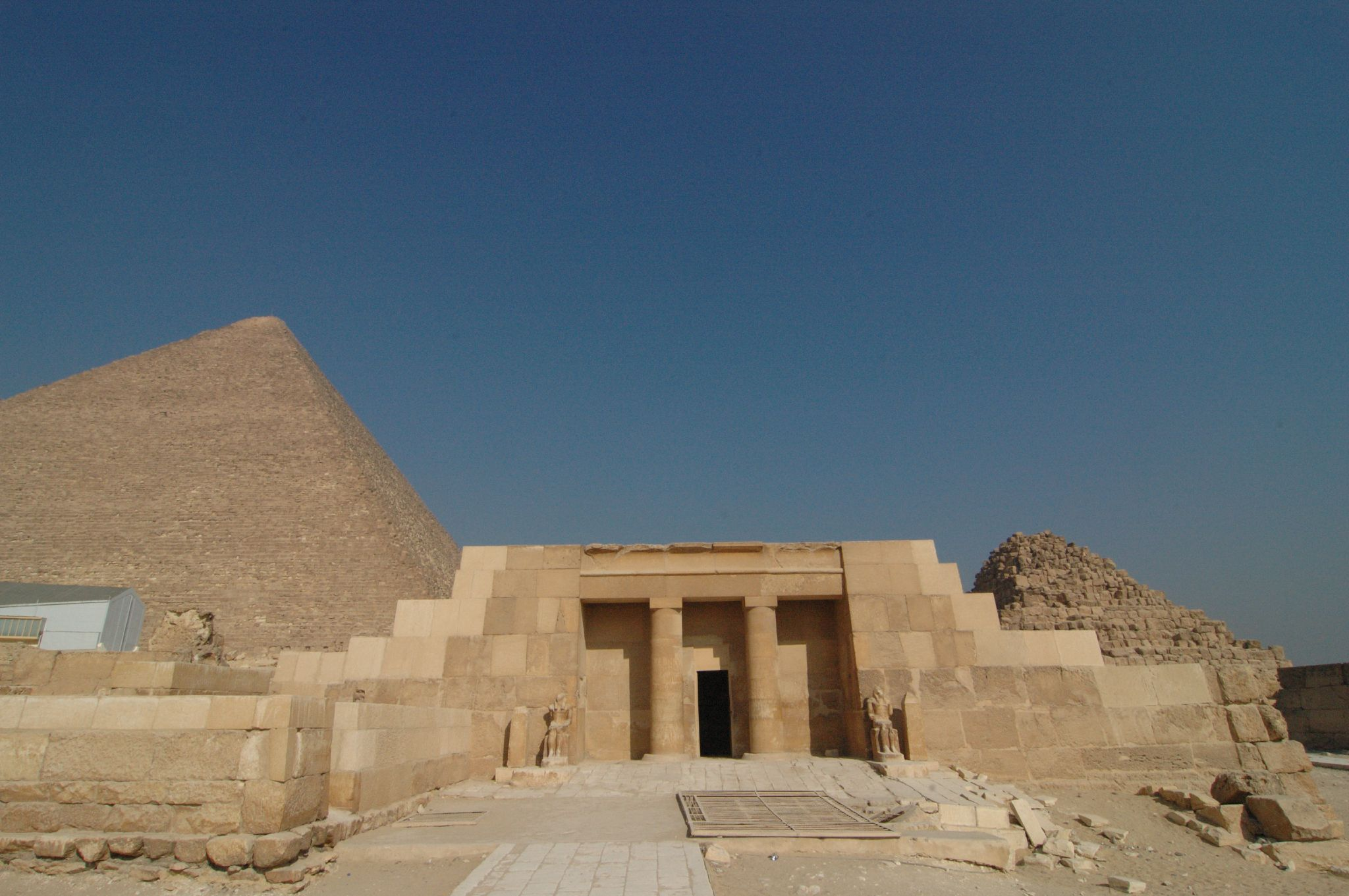
Mastaba des Seshemnefer IV. in Gizeh

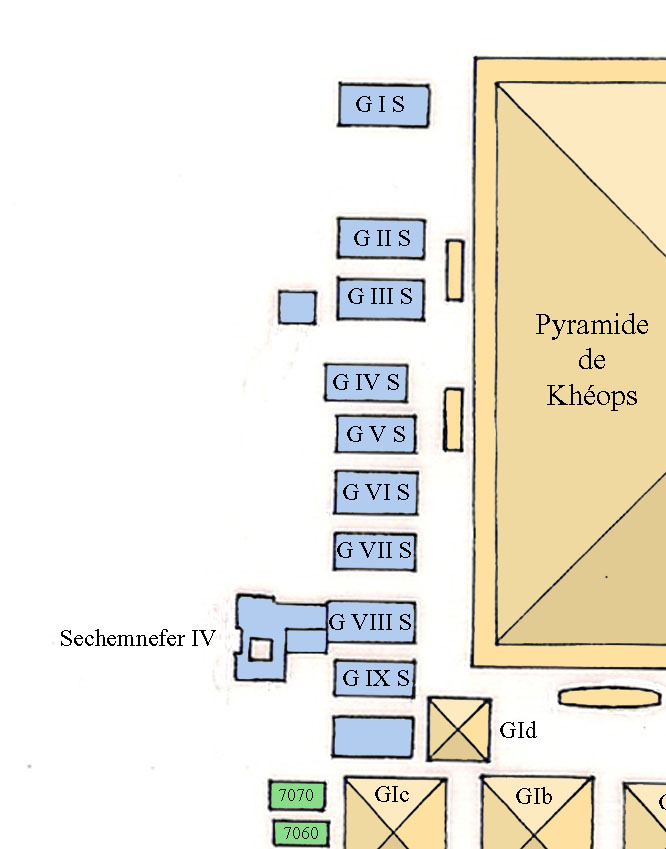
Lageplan der Mastaba des Seshemnefer IV. in Gizeh

Die Mastaba des Seschemnefer IV. (LG 53) befindet sich auf dem Südfriedhof der Nekropole von Gizeh. Sie wurde um 2340 v. Chr. für den Beamten Seschemnefer IV. errichtet und ist ein Beispiel für die am Übergang von der 5. zur 6. Dynastie entstandenen mehrräumigen Grabanlagen.

## Fundgeschichte
Bereits in der Zeit zwischen 1842 und 1845 erfolgte durch Mitglieder der Preußischen Expedition unter Leitung von Karl Richard Lepsius die erste Freilegung der Mastaba. Zu dieser Zeit wiesen die Reliefs einen wesentlich besseren Erhaltungszustand auf. Während Lepsius Dekorationsstücke der Nord-, Süd- und Ostwand mit nach Berlin nahm (Ägyptisches Museum Berlin Inv. Nr. 1128 bis 1130 und 1318), verblieben die Blöcke der Westwand bis zur Grabung von Hermann Junker an Ort und Stelle. Die Grabanlage wurde von Junker während der Grabungskampagne 1928/29 vollständig freigelegt. Verschiedene Relieffragmente sowie andere Teile der Grabausstattung gelangten im Rahmen einer Fundteilung in die ägyptische Sammlung des Roemer- und Pelizaeus-Museums Hildesheim.

## Grabinhaber
Seschemnefer IV. (Sšm-nfr) war „Vorsteher des königlichen Harims“, das heißt, er war Verwaltungsleiter des Palastbereiches, in dem Frauen und Kinder der Königsfamilie lebten. Daneben enthält seine Titulatur Rang- und Ehrentitel, die ihn als wichtigen Mann am Hofe bezeichnen, der das Vertrauen seines Herrschers besaß. Dem Betrachter geben die noch erhaltenen Reliefdarstellungen aus dieser Mastaba einen Einblick in den Alltag der damaligen Zeit; in die bäuerliche Feldarbeit, die Viehzucht, den Vogelfang, die Kornspeicher, über die Arbeitsbekleidung, die Opferrituale und teilweise auch in die Umgangssprache.

## Darstellungen

### Spielende Ziegen (Inventar-Nr. PM 3192)
Das verworfene Relieffragment lässt sich keiner Wand der Mastaba mehr zuordnen. Es zeigt im oberen Register einen Ziegenbock und ein springendes Jungtier, im unteren Register einen Ziegenbock, der eine Ziege bespringt. Dahinter befindet sich ein weiteres springendes Jungtier. Es handelt sich also um eine Szene aus dem bäuerlichen Alltag.

### Vogelfangszene (Inventar-Nr. PM 3193)

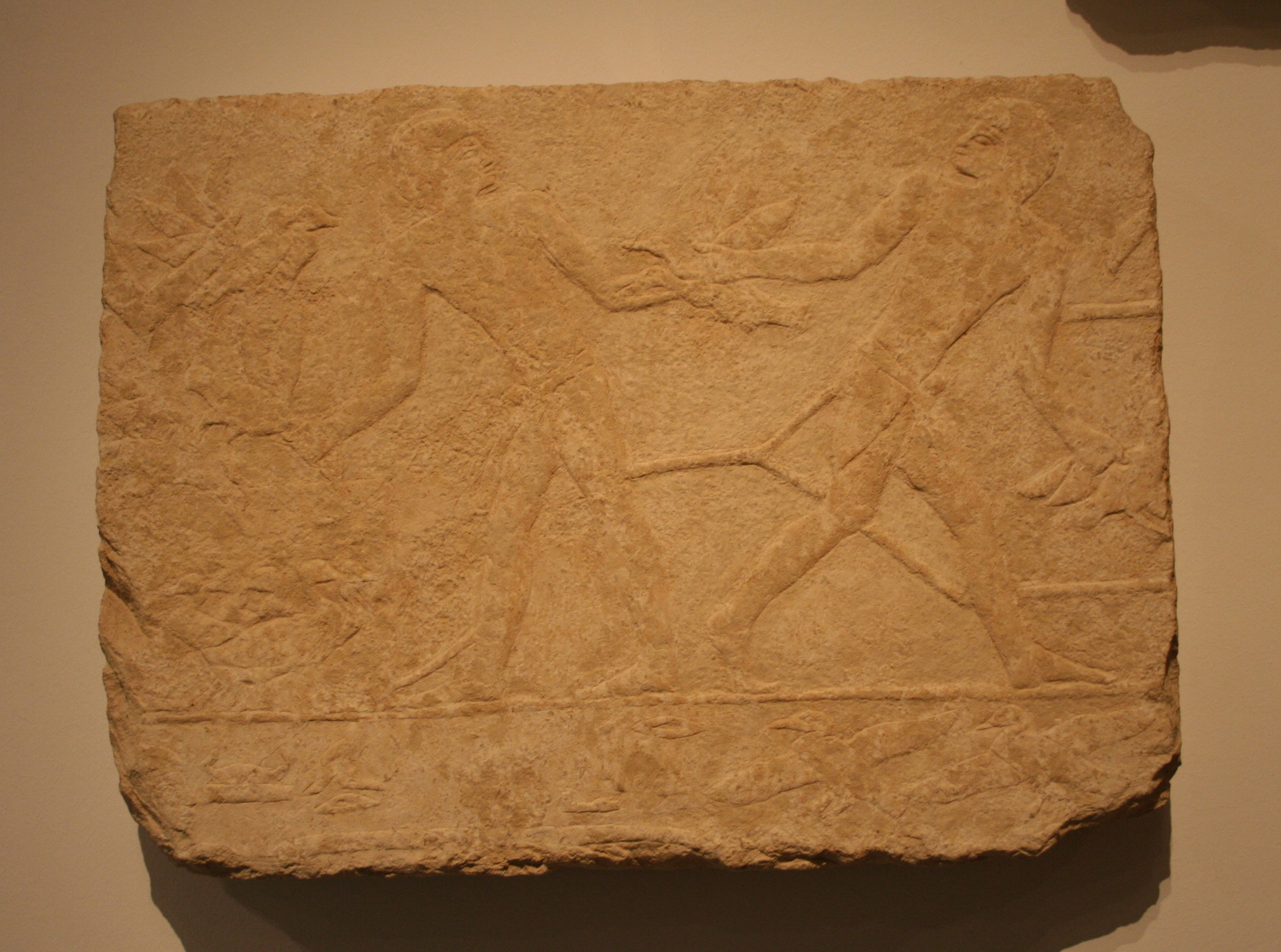
PM 3193, verworfener Block

Auch dieses Fragment lässt sich nicht eindeutig einer Wand in der Mastaba des Seschemnefer IV. zuordnen. Es zeigt das Fangnetz und die Übergabe von gefangenen Vögel zwischen zwei Personen. Dargestellt sind zwei Männer in einer Vogelfangszene. Der Linke wird als „Vorsteher des Vogelfangs“ bezeichnet. Die Inschrift vor dem zweiten Mann, die nur in Bruchstücken erhalten ist, sagt aus: „Veranlassen des Zuziehens des Netzes“. Der Mann gibt ein Zeichen, dass das rechts von ihm zu meinende Fangnetz mit den hineingeflogenen Vögeln zugezogen werden soll. Die beiden Vögel rechts sind dem Fang entflogen. In der oberen Reihe der Darstellung sind drei Männer dabei, das Fangnetz zu leeren. Der Mann rechts nimmt die Vögel heraus und reicht sie dem davorstehenden Mann weiter. Dieser gibt sie dann an den dritten an einem Käfig stehenden Mann, von dem nur die Hände erhalten sind weiter. In dem Käfig befinden sich schon mehrere gefangene Vögel.

### Große Erntedarstellung (Inv. Nr. PM 3191)

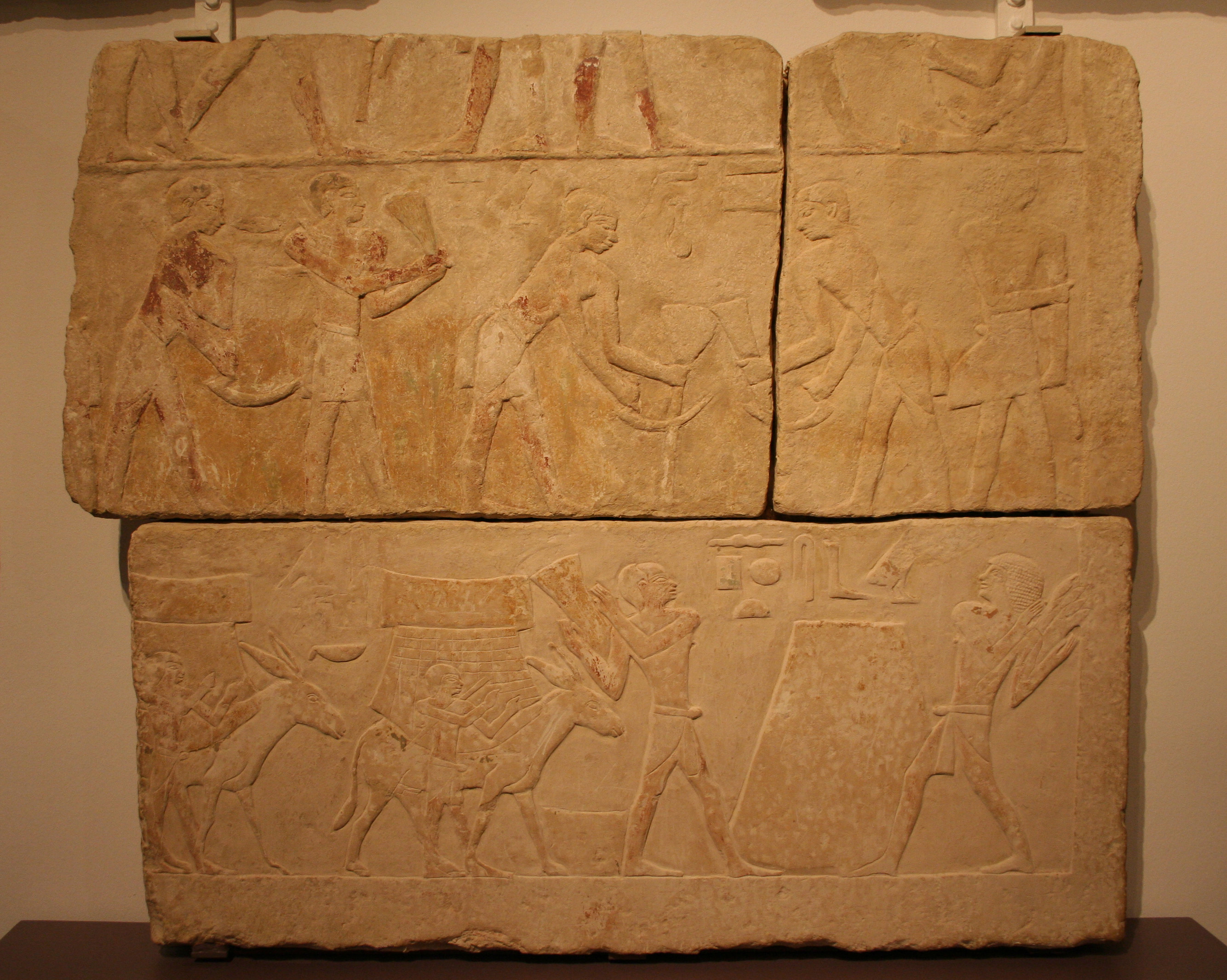
PM 3191, Kammer A, Westwand

Darstellungen verschiedener Bereiche der Landwirtschaft wie dieses Reliefbruchstück mit seinen noch zweieinhalb erhaltenen Registern einer Ernteszene gehörten regelmäßig zum Bildprogramm großer Grabanlagen. Die drei Blockfragmente wurden aus dem rechten Teil der Westwand geborgen. Der linke Wandbereich ist verloren und trug eine Darstellung des Grabherrn, die bei ihrer ersten Auffindung noch bis zur Gürtelhöhe erhalten war. So lässt sich dieses Fragment einer Erntedarstellung so ergänzen: Links stand Seschemnefer IV., vor ihm wurden Flachs und Getreide geerntet. Erhalten ist hier noch das Schneiden des Getreides mit Handsicheln, das von einem rechts stehenden Aufseher kontrolliert wird. Darunter wird der Transport des Getreides zur Tenne gezeigt. Die Garben befinden sich in den großen Säcken, die von Eseln getragen werden. Rechts anschließend schichten zwei Arbeiter die Garben auf der Tenne auf, wie die dazugehörige Beischrift ausdrückt. Die Eseltreiber halten die Säcke mit ihren Händen fest. Im oberen Register sind die landwirtschaftlichen Szenen kaum noch erhalten. Auf der anderen Wand desselben Raumes waren die Arbeitsschritte dargestellt, die den geschilderten Arbeiten folgten: Das Dreschen mit den Eseln und das Worfeln. Alle diese Darstellungen geben dem Grabherrn die Garantie für die leibliche Versorgung nach seinem Tode. Sie bewahrten ihn auf immer und ewig vor Hunger und Durst. Das Relief besteht aus Kalkstein und ist 84,5 cm hoch, 100,5 cm breit und 10,5 cm tief.

### Niederwerfung eines Stieres (Inv. Nr. PM 3194)

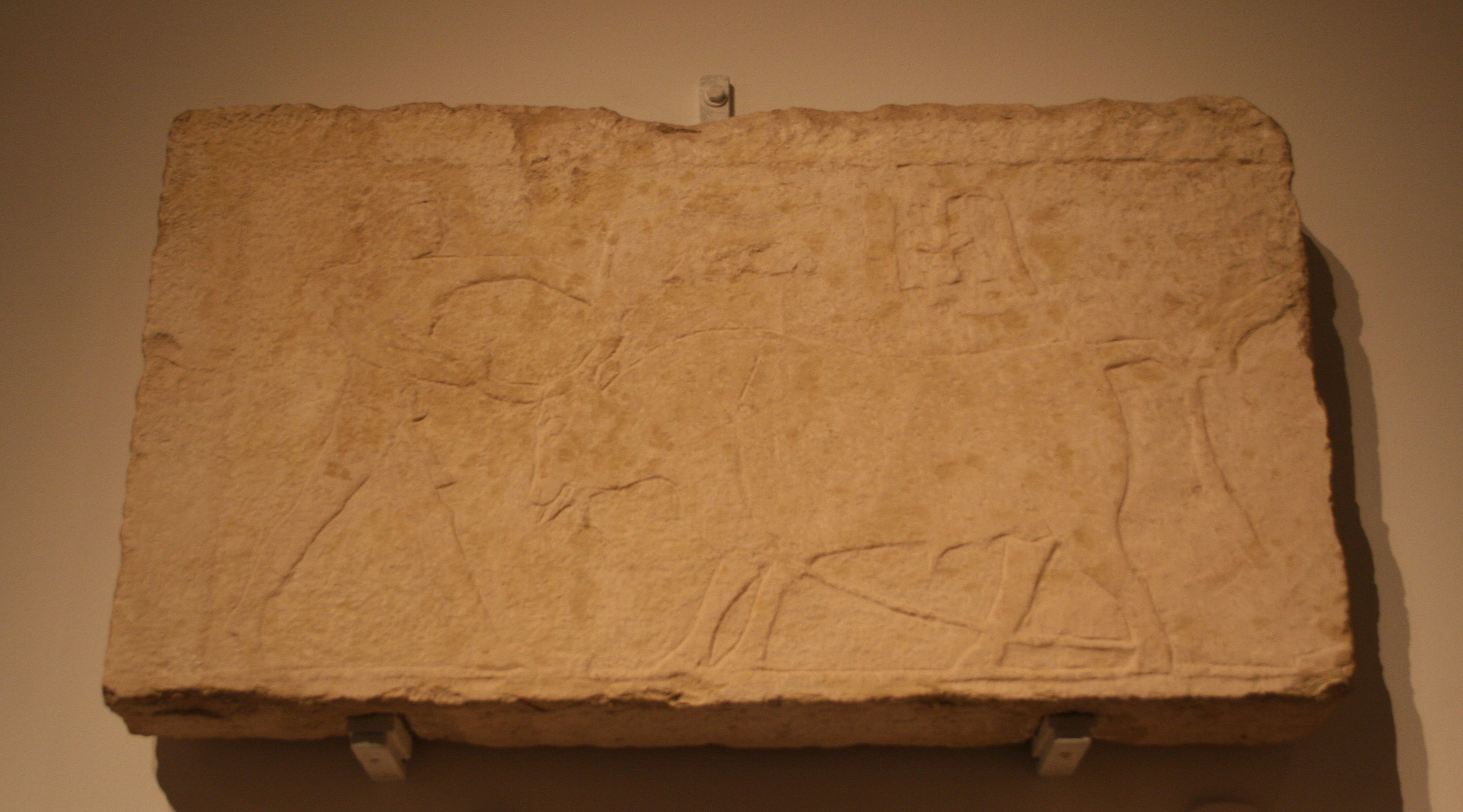
PM 3194, Tür, Kammer A–B, westliche Laibung

Dieser Reliefblock gehörte zum obersten der drei Bildstreifen der rechten Türlaibung eines Durchgangs zwischen zwei Räumen.  Dargestellt ist das Fesseln und Niederwerfen eines Schlachttieres. Ein Mann packt den Stier bei den Hörnern, während ein zweiter ihm mit einem Strick die Vorderbeine wegreißt und gleichzeitig mit dem Fuß seine Hinterbeine wegdrückt, um ihn zu Fall zu bringen. Die Inschrift besagt, dass es sich um ein junges Opferrind handelt.

### Opfer vor der Statue des Seschemnefer IV. (Inv. Nr. PM 3190)

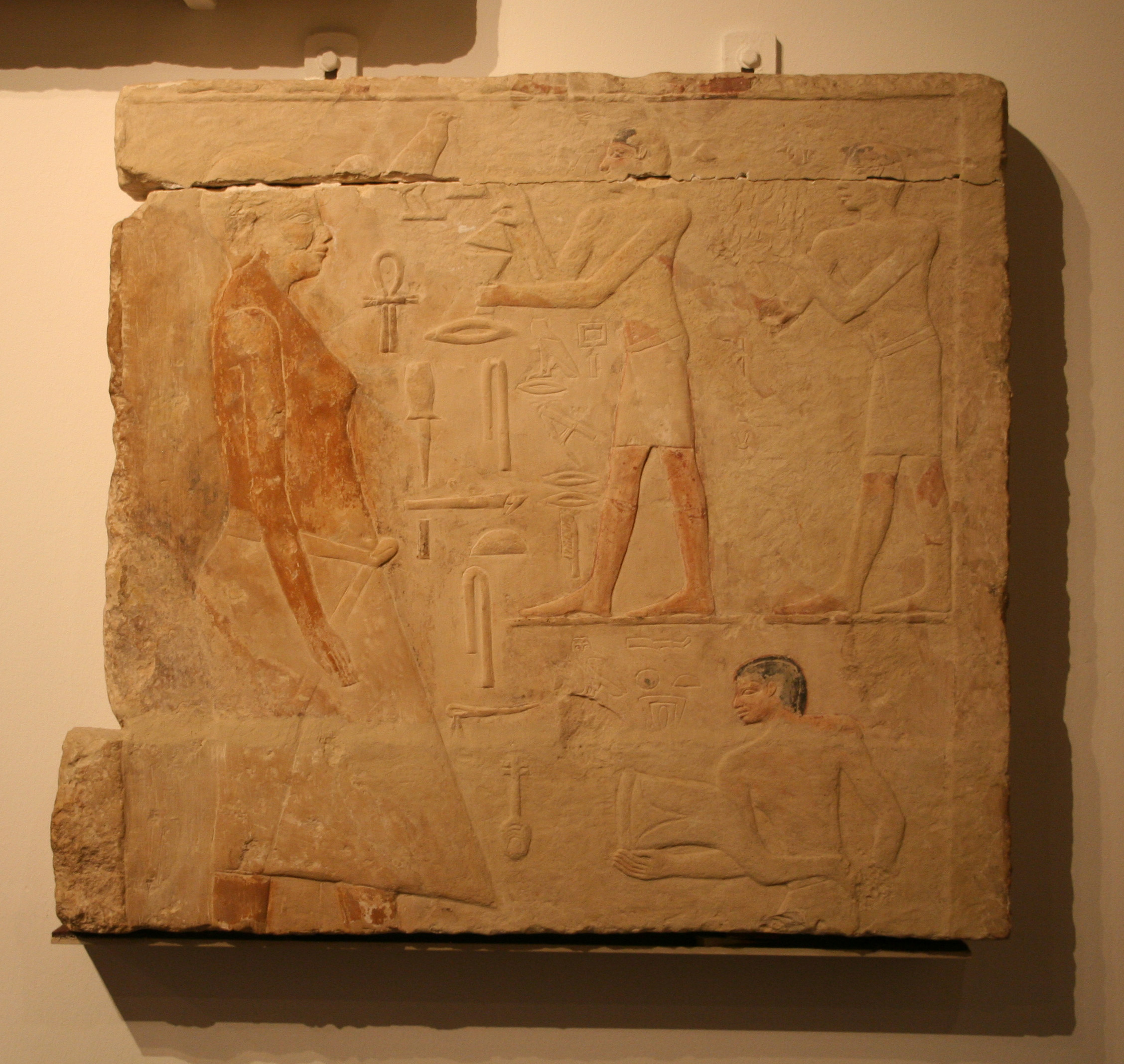
PM 3190, Kammer E, Westwand, südlicher Teil

Im Vordergrund dieser Räucher- und Rindfleischopferszene steht die Statue des Grabherrn Seschemnefer IV., der als stattlicher, beleibter, aufrecht stehender, besonders würdig aussehender Mann dargestellt ist. Dass es sich um eine Statue handelt, zeigen die Darstellung der Schulter und die Armhaltung im Profil. Die Schultern werden ansonsten bei ägyptischen Personendarstellungen immer von vorne gezeigt, der Kopf im Profil. Bezeichnet ist sie als Statue des „Einzigen Freundes - Seschemnefer“ (twt-r-ˁnch Smḥr-w ˁ.tj sSm-nfr). Der Statue zugewandt stehen drei Diener (Totenpriester), die kleiner dargestellt sind. Im oberen Reliefteil hebt der als Totenpriester fungierende Hausverwalter Mer-r-ri (jmj-r3 pr mrrj) den Deckel des Weihrauchgefäßes, damit der Duft des Weihrauchs an die Nase der Statue gelangen kann. Hinter ihm steht ein zweiter Diener. Durch die starke Oberflächenzerstörung ist das Papyrus, das er in der Hand hält und aus dem er rezitiert, heute nicht mehr erkennbar. Darunter trägt ein weiterer Diener einen Rinderschenkel, der wahrscheinlich zu einer Schlachtungsszene gehört. Vermutlich setzten sich diese Szenen fort. Alle dargestellten Personen tragen einen unter dem Bauchnabel geknoteten Kurzschurz. Mit Hilfe seiner Statue, die durch Opfer und Rituale magisch belebt wurde, wollte Seschemnefer IV. weiterleben. Die Statue diente als sein Ersatzkörper für die Ewigkeit. Das Relieffragment besteht aus Kalkstein, ist 70,3 cm hoch, 78,3 cm breit und 10 cm tief.